# Семёнов, Вячеслав Михайлович (почвовед)
Вячеслав Михайлович Семёнов (род. 3 июля 1955, Скупая Потудань, Воронежская область) — советский и российский учёный почвовед-агрохимик. 
Специалист в области агрохимии азота, органического вещества почвы и биогеохимии парниковых газов, доктор биологических наук, главный научный сотрудник Института физико-химических и биологических проблем почвоведения Российской академии наук.

## Биография
В. М. Семёнов родился в 1955 году в селе Скупая Потудань Нижнедевицкого района Воронежской области. В 1977 году окончил с отличием биолого-почвенный факультет Воронежского государственного университета им. Ленинского Комсомола.
В 1984 г. защитил диссертацию на соискание учёной степени кандидата биологических наук; в 1996 г. — доктора биологических наук на тему «Процессы круговорота азота в системе почва-растение и эффективность их регулирования агрохимическими приёмами». Научную деятельность начал в 1977 г. аспирантом в Институте агрохимии и почвоведения АН СССР в Пущино. С 1980 г. по настоящее время занимал должности в Институте физико-химических и биологических проблем почвоведения РАН:
- младший научный сотрудник,
- научный сотрудник,
- старший научный сотрудник,
- ведущий научный сотрудник,
- главный научный сотрудник

С 1992 по 2007 годы — доцент и профессор Пущинского государственного университета.

### Научная деятельность
Автор более 250 публикаций в рецензируемых журналах и 5 монографий, подготовил 9 магистров и кандидатов наук. Член редакции журналов «Агрохимия», "Агрохимический вестник", "Проблемы агрохимии и экологии", "Субтропическое и декоративное садоводство" и "Biologia et Biotechnologia",  член диссертационных советов при Московском государственном университете имени М.В. Ломоносова и Всероссийском научно-исследовательском институте агрохимии имени Д.Н. Прянишникова.Руководитель инициативных грантов Российского фонда фундаментальных исследований и Российского научного фонда:
1997. РФФИ. Грант № 97-04-49080. Участие биомассы растений и корневых выделений в обновлении и метаболизме углерода и азота активной фазы органического вещества почвы
2001. РФФИ. Грант № 01-04-48536. Разложение органического вещества и потоки углерода и азота в почве
2004. РФФИ. Грант № 04-04-48670. Активный пул органического вещества почвы
2006. РФФИ. Грант № 06-04-81043. Регулирование миграции 137Cs в системе почва – растение: роль углеродно-азотных и азотно-калийных соотношений
2007. РФФИ.  Грант № 07-04-00529. Биокинетическая индикация углерод-секвестрирующей емкости почвы
2008. РФФИ. Грант № 08-04-90048. Стабильность органического вещества дерново-подзолистых и торфяных почв как фактор подвижности в них радионуклидов
2011. РФФИ. Грант № 11-04-00364. Экспериментальная оценка структурно-функционального состояния органического вещества почвы
2014.     РФФИ. Грант № 14-04-01575. Активное органическое вещество в почвах зональных биомов: пределы накопления, чувствительность к внешним факторам, релевантность физическим и химическим фракциям
2017. РФФИ.  Грант № 17-04-00707. Источники, процессы и факторы формирования активного пула почвенного органического вещества
2022. РНФ. Грант № 22-26-00100. Био-физико-химическое определение активного, медленного и пассивного пулов почвенного органического вещества с целью прогнозирования эмиссии, секвестрации и длительного сохранения органического углерода в почве

### Область научных интересов
Основными сферами научных интересов В. М. Семёнова являются:
- Почвенное органическое вещество и его агроэкологические функции, процессы стабилизации и дестабилизации органического вещества в почве, почвенная секвестрация углерода.
- Круговорот азота в системе почва — растение и его регулирование, эффективное и безопасное применение азотных удобрений.
- Обмен парниковых газов (диоксид углерода, метан, закись азота) в системе почва — атмосфера.

### Избранные публикации
Книги:
1. Соколов О.А., Семенов В.М., Агаев В.А. Нитраты в окружающей среде. Пущино. ОНТИ. 1990. 316 с.
2. Bielek P., Bashkin V.N., Kudeyarov V.N., Nikitishen V.I., Prugar J., Semenov V.M., Sokolov O.A. Nitrogen cycles in the present agriculture. Bratislava. Priroda. 1991. 244 p.
3. Соколов О.А., Семенов В.М.   Теоpия и пpактика pационального пpименения азотных удобpений. М: Наука. 1992. 208 с.
4. Семенов В.М.,  Когут Б.М. Почвенное органическое вещество. М.: ГЕОС, 2015. 233 с.

Статьи:
1. Семенов В.М., Соколов О.А. Пути поступления азота в растения.    Агрохимия. 1983. № 4. С. 127-136.
2. Семенов В.М., Соколов О.А. Превращение азотных удобрений в серой лесной почве при внесении их разными способами. Агрохимия. 1984. № 9. С. 3-10.
3. Семенов В.М., Пругар Я., Кноп К., Пехова Б., Агаев В.А., Соколов О.А. Накопление нитратов растениями при интенсивном применении азотных удобрений. Известия АН СССР. Серия биологическая. 1986. № 2. С. 201-209.
4. Семенов В.М., Кузнецова Т.В., Кудеяров В.Н. Иммобилизационно- мобилизационные превращения азота в серой лесной почве. Почвоведение. 1995. № 4. С. 472-479.
5. Семенов В.М. Слагаемые эффективности азотных удобрений в системе почва-растение и критерии их количественной оценки. Агрохимия. 1999. № 5. С. 25-32.
6. Семенов В.М., Семенов А.М., Ван Бругген А.Х.К., Феррис Х., Кузнецова Т.В. Трансформация азота почвы и растительных остатков сообществом микроорганизмов и микроскопических животных. Агрохимия. 2002. № 1. С.5-11.
7. Семенов В.М., Кравченко И.К., Кузнецова Т.В., Семенова Н.А., Быкова С.А., Дулов Л.Е., Гальченко В.Ф., Пардини Д., Гисперт М., Боукс П., Ван Климпут О. Сезонная динамика окисления атмосферного метана в серых лесных почвах. Микробиология. 2004. Т. 73. № 3. С. 423-429.
8. Семенов В.М., Кравченко И.К., Иванникова Л.А., Кузнецова Т.В., Семенова Н.А., Гисперт М., Пардини Дж. Экспериментальное определение активного органического вещества почвы природных и сельскохозяйственных экосистем. Почвоведение. 2006. № 3. С. 282-292.
9. Семенов В.М. Современные проблемы и перспективы агрохимии азота.  Проблемы агрохимии и экологии. 2008. № 1. С. 55-63.
10. Семенов В.М., Иванникова Л.А., Тулина А.С. Стабилизация органического вещества в почве. Агрохимия. 2009. № 10. С. 77-96.
11. Семенов В.М., Тулина А.С., Семенова Н.А., Иванникова Л.А. Гумификационные и негумификационные пути стабилизации органического вещества в почве (обзор). Почвоведение. 2013. № 4. С. 393-407.
12. Семенов В.М., Лебедева Т.Н. Проблема углерода в устойчивом земледелии: агрохимические аспекты. Агрохимия. 2015. № 11. С. 3-12.
13. van Bruggen A.H.C., He M., Zelenev V.V., Semenov V.M., Semenov A.M., Semenova E.V., Kuznetsova T.V., Khodzaeva A.K., Kuznetsov A.M., Semenov M.V. Relationships between greenhouse gas emissions and cultivable bacterial populations in conventional, organic and long-term grass plots as affected by environmental variables and disturbances. Soil Biology & Biochemistry. 2017. V. 114. P. 145-159.
14. Семенов В.М., Когут Б.М., Зинякова Н.Б., Масютенко Н.П., Малюкова Л.С., Лебедева Т.Н., Тулина А.С. Биологически активное органическое вещество в почвах европейской части России. Почвоведение. 2018. № 4. С. 457-472.
15. Семенов В.М., Лебедева Т.Н., Паутова Н.Б. Дисперсное органическое вещество в необрабатываемых и пахотных почвах. Почвоведение. 2019. № 4. С. 440-450.
16. Семенов В.М., Паутова Н.Б., Лебедева Т.Н., Хромычкина Д.П., Семенова Н.А., Лопес де Гереню В.О. Разложение растительных остатков и формирование активного органического вещества в почве инкубационных экспериментов. Почвоведение. 2019. № 10. С. 1172-1184.
17. Семенов В.М. Функции углерода в минерализационно-иммобилизационном обороте азота в почве.     Агрохимия, 2020, № 6, с. 94–112.
18. Semenov M.V., Krasnov G.S., Semenov V.M., van Bruggen A.H. Long-term fertilization rather than plant species shapes rhizosphere and bulk soil prokaryotic communities in agroecosystems.               Applied Soil Ecology. 2020. V. 154. Art. No 103641.
19. Semenov M. V., Krasnov G.S., Semenov V. M., Ksenofontova N.A., Zinyakova N. B., van Bruggen A. H.C. Does fresh farmyard manure introduce surviving microbes into soil or activate soil-borne microbiota?       J. Environmental Management. 2021. V.  294. Art. No 113018.
20. Семенов В.М., Лебедева Т.Н., Зинякова Н.Б., Соколов Д.А., Семенов М.В. Эвтрофикация пахотной почвы: сравнительное влияние минеральной и органической систем удобрения. Почвоведение. 2023. № 1. С. 58–73.
21. Семенов В.М., Лебедева Т.Н., Соколов Д. А., Зинякова Н.Б., Лопес де Гереню В.О., Семенов М.В. Измерение почвенных пулов органического углерода, выделенных био-физико-химическими способами фракционирования. Почвоведение. 2023. № 9. С. 1155–1172.
22. Семенов В.М. Экологическая агрохимия азота и углерода. Проблемы агрохимии и экологии, 2024, № 2. С. 57-68.
23. Semenov M.V., Zhelezova A.D., Ksenofontova N.A.. Ivanova E.A., Nikitin D.A., Semenov V.M. Microbiological Indicators for Assessing the Effects of Agricultural Practices on Soil Health: A Review. Agronomy. 2025. V.

## Награды
- Лауреат Премии МК ВЛКСМ в области науки техники (1983)
- Бронзовая медаль ВДНХ СССР (1987)
- Серебряная медаль ВДНХ СССР (1989)
- Почетная Грамота РАН и Профсоюза работников РАН (2002)
- Премия имени Д.Н. Прянишникова (3 октября 2023) — за цикл работ «Экологическая агрохимия азота и углерода»
- Life Achievement Prize. ANSO-World Mollisols Association. For significant contribution towards the global Mollisols research (2024)
- Юбилейная медаль "300 лет Российской академии наук". За значительный вклад в становление и развитие науки (2024)